# Билкау
Билкау (њем. Bülkau) општина је у њемачкој савезној држави Доња Саксонија. Једно је од 57 општинских средишта округа Куксхафен. Према процјени из 2010. у општини је живјело 909 становника. Посједује регионалну шифру (AGS) 3352008.

## Географски и демографски подаци
Билкау се налази у савезној држави Доња Саксонија у округу Куксхафен. Општина се налази на надморској висини од 1 метара. Површина општине износи 23,2 km². У самом мјесту је, према процјени из 2010. године, живјело 909 становника. Просјечна густина становништва износи 39 становника/km².